# Абу Бакр
Абдула ибн Аби Куафа (на арабски: عبد الله بن أبي قحافة), известен като Абу Бакр Ас-Сиддик (на арабски: أبو بكر الصديقالصدِّيق) е първият халиф след Мухаммад, сподвижник и негов тъст, един от най-забележителните последователи на Исляма. Той е първият човек, повярвал безрезервно в Пророка, един от 10-имата, на които е обещан раят, и първият от уммата, който влиза в рая. Абу Бакр е баща на съпругата на Мохамед Аиша.
Единствен сред сподвижниците Абу Бакр води общността в молитва по време на целия живот на Пророка, който го нарича „най-честен“ (ас-Сидик) и „освободен от огъня от Аллах“ – 'Атик мин нар Аллах.

Когато членове на племето на курейшите пресрещат Пророка след нощното му пътешествие и възнесение (ал-исра уа-л-мираадж), те питат Абу Бакр: 
| „ | Вярваш ли на думите му, че снощи е бил в осветената къща и се е върнал преди утрото? | “ |

 На което той отговаря: 
| „ | Щом така казва – да, вярвам му, дори вярвам много повече от това. Вярвам на небесните знамения, които той предава, и в утринта и по време на вечерно пътуване. | “ |

 Затова той бива наречен Ас Сидик – много честен, този, който никога не лъже.
Умар Ибн Ал-Хатаб, друг от сподвижниците на Пророка казва: „Вярата на Абу Бакр превъзхожда вярата на цялата умма“. Това се потвърждава и от следния хадис:
Пророкът (Аллах да го благослови и с мир да го дари) попитал: „Присъни ли се нещо на някой от вас?“ Един от мъжете му отговори: „О, пратенико на Аллах, видях насън везна, която се спусна от небесата. Ти беше претеглен на нея срещу Абу Бакр и натежа повече. После Абу Бакр натежа повече от Умар. После Умар натежа повече от Усман, после везната се издигна към небесата.“ Това не се понрави на Пророка (Аллах да го благослови и с мир да го дари) и той каза: „Приемничество на пророчеството! Аллах ще възцари, когото Той пожелае.“
Умар казва също: „Най-добрият от общността след Пророка е Абу Бакр.“ Али посочва него и Умар като двамата ислямски шейхове на общността и казва: „Най-добрите от общността след Пророка са Абу Бакр и Умар“, „Най-смелият сред хората е Абу Бакр“ и „Най-голяма награда сред хората за копията на Корана ще получи Абу Бакр, защото той беше първият, който събра Корана между две корици. Той беше и първият, който го нарече Мус’хаф.“
Пророкът потвърждава високия статут на Абу Бакр в много от изказванията си, между които и следното:
„Аллах предостави на слугите си избор между този свят и това, което е при Него, и този слуга предпочете това, което е при Аллах.“ Абу Бакр плака горчиво и ние се зачудихме защо, след като Пророка разказа за слуга, на който е даден избор. Самият Пророк беше този слуга според това, което ни каза по-късно Абу Бакар. Пророкът продължи: „Абу Бакр е сред тези, които са ми най-предани. Ако трябва да взема със себе си близък приятел – друг освен моя Господ, аз ще взема Абу Бакр, но това, което ни свързва, е братството и любовта от исляма. Нека да няма затворена врата в джамията на Пророка за Абу Бакр.“
Аллах възхвалява Абу Бакр повече от останалите сподвижници на пророка: „Тези, които се бориха преди победата.“